# 류영준 (의사)
류영준(柳營俊, 1972년 ~ )은 대한민국의 의사, 연구원이자 내부고발자이다.
부산광역시 출신으로, 해운대고등학교와 고신대학교 의과대학 석사 과정을 졸업하고, 노성일 이사장 소유의 미즈메디 병원 소속 연구원으로 근무했다. 서울대학교 대학원생으로 재학 중이던 2004년에 《사이언스》에 게재된 황우석 서울대학교 교수의 줄기세포 논문 발표 과정에서 제2저자로 참여했으며, 연구 수행 과정에서 있었던 난자 운반, 줄기세포 보관, 반출입 등 관리를 담당하는 한편, 데이터 정리 및 논문 초고 작성 과정에 참여했다. 그러다가 황우석 교수팀과 결별하고 서울 원자력병원에서 전공의(레지던트)로 근무했다. 2005년에 자신의 부인인 이유진과 함께 황우석 교수의 줄기세포 논문 조작 사건의 제보자 역할을 하였으며, '닥터 K'라는 익명의 제보자로 알려지기도 했다.
2005년에 황우석 사건을 최초로 언론에 공개한 MBC 프로그램 《PD수첩》에서는 제보자 역할을, 서울대학교의 황우석 교수 연구 의혹 관련 조사위원회에서는 자문 역할을 수행하였다. 그 뒤 황우석 교수 지지자들의 위협으로 인하여 직장을 잃었다가 2013년에 강원대학교 의과대학 교수, 강원대학교병원 병리과 교수로 채용되었다. 2016년에는 한국생명윤리학회 이사로 선임되었고, 2018년 8월에는 제5기 국가생명윤리심의위원회 전문위원으로 선임되었다. 2014년에 개봉된 대한민국의 영화 《제보자》의 모티브가 된 인물 가운데 한 사람이기도 하다.

## 학력
- 1988년~1991년: 해운대고등학교
- 1992년~1998년: 고신대학교 의과대학 석사 과정
- 2002년~2004년: 서울대학교 대학원 줄기세포학 석사
- 2004년~2006년: 서울대학교 대학원 줄기세포학 박사 과정 수료
- 2009년~2012년: 서울대학교 대학원 의학 박사

## 논문
- 수의학 석사 학위 논문 - "치료 목적으로 적출된 인간 난소로부터 회수한 미성숙 난자의 인공 수정 및 체세포 핵이식에 활용"
- 2004년 사이언스 논문 - 제2저자